# Andrzej Kądziołka
Andrzej Kądziołka (ur. 12 października 1960 w Oświęcimiu) – polski hokeista, obrońca, olimpijczyk.
Grał na pozycji lewego obrońcy w Unii Oświęcim (1972–1982) i Polonii Bytom (1982–1996). W ciągu 16. sezonów rozegrał 482 mecze i strzelił 100 bramek. Sześciokrotnie z Polonią zdobywał tytuł mistrza Polski (1984,1986,1988–1991).
W latach 1984–1995 grał 133 razy w reprezentacji strzelając 19 bramek. Uczestnik Zimowych Igrzysk Olimpijskich w 1988 w Calgary i ZIO w 1992 w Albertville, uczestniczył w dziewięciu turniejach o mistrzostwo świata.
Zamieszkał w Bytomiu, podjął pracę w Straży Miejskiej.

## Sukcesy
Reprezentacyjne
- Awans do Grupy A mistrzostw świata: 1991

Indywidualne
- Mistrzostwa Świata w Hokeju na Lodzie 1989#Grupa A:
  - Jeden z trzech najlepszych zawodników reprezentacji w turnieju[1]